# Мельниченко Анастасія Андріївна
Анастасія (Настя) Андріївна Мельниченко (нар. 30 липня 1984, Київ) — українська журналістка, феміністка, громадська діячка та  дитяча письменниця.

## Біографія
Народилася у Києві у сім'ї художників. Навчалася у Гімназії № 117 ім. Лесі Українки. Вивчала журналістику у Київському національному університеті ім. Тараса Шевченка. Навчалася на факультеті давньої історії України та археології в Києво-Могилянській академії.
У 2001 році почала працювати журналісткою. Працювала у таких виданнях, як «Подробності», «Робітнича газета», «Мандри».
У 2007 році була шеф-редакторкою літературно-мистецького журналу «Золота доба».
З 2010 по 2015 рік була головною редакторкою журналу для батьків «Жила».[Архівовано 21 жовтня 2019 у Wayback Machine.]
У 2015 році спільно з Оксаною Іванців заснувала громадську організацію «Студена», діяльність якої спрямована на втілення правозахисних проєктів у сфері прав жінок.[джерело?]
У 2016 році запустила у соцмережах кампанію з оприлюднення сексуального насильства проти українок під назвою #ЯНеБоюсьСказати, за якою через деякий час послідував аналогічний міжнародний рух MeToo.
З 2017 року видається як дитяча письменниця.
У 2020 році закінчила Український католицький університет за спеціальністю «управління неприбутковими організаціями».
З 2022 року працює як гостьова дослідниця департаменту психології Принстонського університету, досліджуючи булінг в Україні.
У 2023 році вступила в аспірантуру Інституту соціальної та політичної психології.
Одружена, має двох синів: Ярослава (2007 р.н.) та Северина (2009 р.н.).

## Творчість
Перші оповідання було опубліковано у журналі «Святий Володимир» у 2005 році. Входила до переліку авторів літературного альманаху ГАК. У 2017 році видавництво «Фоліо» випустило у світ першу книжку — «#ЯНеБоюсьСказати. Найвідертіша книжка для підлітків». Книжка зобула відзнаку «Пізнавальна книжка року» від видання BaraBooka.
У 2018 році починає співпрацю з видавництвом «Видавництво», для якого пише підліткову повість «А тепер усе інакше».
У 2019 році публікує першу пригодницьку повість з «хрульської» серії «Що знаходять в Хрулях» у видавництві «Теза». Повість була представлена на національному стенді на Книжковому ярмарку у Франкфурті у 2019 році.

## Громадська діяльність
У 2007 році виступала за збереження культурної спадщини Андріївського узвозу, організувавши вуличну акцію протесту.[джерело?]
До створення громадської організації у 2015 році регулярно долучалася до акцій протесту, зокрема за права жінок.[джерело?]
У 2015 році розробила ідею та втілила проєкт єдиної бази перевірених ініціатив допомоги ветеранам АТО «Без броні». Цей проєкт став найкращою соціальною ініціативою в мережі 2016 року за версією Deutche welle. Наразі проєкт об'єднує 1272 ініціативи безоплатної допомоги ветеранам.
У 2016 році разом з товаришем Павлом Ткачуком заснувала творчий хутір Хрулі-на-Сулі у селі Хрулі Полтавської області. На хуторі проводяться щорічні фестивалі «Камуфляжна осінь» (табір-фест для ветеранів АТО) та «Перехрульство — Маланка в Хрулях».
У 2016 році запустила кампанію #ЯНеБоюсьСказати проти практик звинувачення жертви та сексуального насильства. Кампанія вийшла на міжнародний рівень і мала охоплення за перший місяць після запуску у 16 335 157 осіб та дала за той же місяць 12 282 оригінальних постів з хештегом.
У 2018 році керувала розробкою та запуском онлайн-курсу для вчителів «Недискримінаційний підхід у навчанні», який станом на червень 2024 року пройшло понад 65 000 осіб. Цей курс є рекомендованим до проходження Міністерством освіти і науки України.
У 2022 році розробила авторський онлайн-курс «Школа без цькувань. Учителю» та «Школа без цькувань. Батькам». Курс було опубліковано на сайті Дія. Освіта та рекомендовано Міністерством освіти і науки України до проходження.